# Alexia Viruez
Alexia Laura Viruez Pictor (Santa Cruz de la Sierra, Bolivia, 4 de mayo de 1994) es una modelo y reina de belleza boliviana que participó en el certamen de Miss Bolivia 2012 como Miss Santa Cruz 2012 resultando ganadora y obteniendo de esta forma el derecho de representante al país en el Miss Universo 2013.

## Miss Bolivia 2012
La noche del 31 de mayo de 2012 se llevó a cabo la final del certamen de belleza departamental más importante en Bolivia donde 21 candidatas se disputaron los títulos de Miss Bolivia. Al final de la noche Viruez y se llevó la corona de le belleza boliviana que hasta el momento ostentaba Yesica Mouton.

## Miss Universo 2013
Como parte de sus responsabilidades como Miss Bolivia, Alexia tuvo la oportunidad de representar dicho país en el Miss Universo 2013 que se llevó a cabo en el "Crocus City Hall" de la ciudad de Moscú, Rusia; donde se compitió con otras de 84 candidatas provenientes de otros países y/o territorios autónomo; sin embargo no pudo clasificar en el grupo de las semifinalistas. En dicho certamen resultó ganadora la venezolana Maria Gabriela Isler.
| Predecesor: - Karen Salazar Suárez | Miss Santa Cruz 2012 2012 | Sucesor: - Maira Copas Sadud    |
| Predecesor: - Yessica Mouton       | Miss Bolivia 2012 2012    | Sucesor: - Claudia Tavel Antelo |